# Telmatoscopus fuscinervis
Telmatoscopus fuscinervis és una espècie d'insecte dípter pertanyent a la família dels psicòdids que es troba a Malàisia.